# Паспорт гражданина Франции
Паспорт гражданина Франции выпускается Французской Республикой для международных поездок. Кроме того, паспорт является показателем французского гражданства (но не доказательством; обладание паспортом гражданина Франции лишь устанавливает презумпцию гражданства Франции согласно законодательству Франции), упрощает процесс получения помощи от официальных консульств Франции за границей и других членов Европейского союза в случае отсутствия консульства Франции.

## Внешний вид
Французские паспорта бордово-красные с гербом Франции, расположенном в центре лицевой обложки. Слово PASSEPORT (рус. паспорт) размещено ниже герба, выше него расположены надписи «Union européenne» (рус. Европейский союз), «République française» (рус. Французская Республика). Обложка биометрического паспорта, кроме того, содержит биометрический символ внизу. Французский паспорт использует стандартный дизайн паспортов членов Европейского союза. Стандартный паспорт содержит 32 страницы.

### Страница идентификационной информации
Паспорт гражданина Франции включает следующую информацию:
- Фотография владельца паспорта
- Тип (P)
- Код страны (FRA)
- Номер паспорта
- Фамилия (1)
- Имя (2)
- Гражданство (3)
- Дата рождения (4)
- Пол (5)
- Место рождения (6)
- Дата выдачи (7)
- Срок действия (8)
- Место выдачи (9)
- Подпись владельца (10)
- Рост (12)
- Цвет глаз (13)
- Место жительства (15) — страница 36

Информационная страница оканчивается машинносчитываемой областью.

### Языки
Информационная страница напечатана на английском и на французском.

## Безвизовый режим

### Африка

#### Африка — Прочие
| Страна              | Условия въезда | Комментарии                                                      | Требуемые документы | Доступ без паспорта                                  |
| ------------------- | --- | ---------------------------------------------------------------- | ------------------- | ---------------------------------------------------- |
| Ботсвана            | 3 месяца | Виза оформляется по прибытии                                     |                     |                                                      |
| Бурунди             | 3 дня Возможность продления в стране Лучший способ: спросить в посольстве визу на 1 месяц                                                                                                   | Виза оформляется по прибытии                                     |                     |                                                      |
| Коморы              | 30 дней | Виза оформляется по прибытии                                     |                     |                                                      |
| Джибути             | 1 месяц (5,000 джибутийских франков) 10 дней (3,000 джибутийских франков) | Виза оформляется по прибытии                                     |                     |                                                      |
| Египет              | 30 дней 15 долларов, возможно продление | Виза оформляется по прибытии                                     |                     | Французская идентификационная карта                  |
| Эфиопия             | 3 месяца | Виза оформляется по прибытии (только в международных аэропортах) |                     |                                                      |
| Кения               | 3 месяца 40 евро, однократно продляема | Виза оформляется по прибытии                                     |                     |                                                      |
| Лесото              | без визы | без визы                                                         |                     |                                                      |
| Малави              | Неограниченный доступ для граждан Франции | без визы                                                         |                     |                                                      |
| Мавритания          | 6 месяцев за год с туристическими целями 90 дней за год с деловыми целями |                                                                  |                     |                                                      |
| Майотта             | Неограниченный доступ | без визы                                                         |                     |                                                      |
| Марокко             | 3 месяца |                                                                  |                     | Французская идентификационная карта только для групп |
| Мозамбик            | 30 дней 25 долларов | Виза оформляется по прибытии                                     |                     |                                                      |
| Намибия             | 60 дней | без визы                                                         |                     |                                                      |
| Остров Святой Елены | |                                                                  |                     |                                                      |
| Сейшельские Острова | 3 месяца |                                                                  | ОБ + Д              |                                                      |
| ЮАР                 | 90 дней | без визы, штамп                                                  |                     |                                                      |
| Свазиленд           | 30 дней | без визы                                                         |                     |                                                      |
| Танзания            | 50 долларов | Виза оформляется по прибытии (только в международных аэропортах) |                     |                                                      |
| Тунис               | 3 месяца | без визы                                                         |                     | Французская идентификационная карта только для групп |
| Уганда              | 30 долларов однократный въезд 80 долларов многократный въезд в течение 6 месяцев 160 долларов многократный въезд в течение 1 года                                                           | Виза оформляется по прибытии                                     |                     |                                                      |
| Замбия              | 25 долларов однократный въезд 80 долларов многократный въезд | Виза оформляется по прибытии                                     |                     |                                                      |
| Зимбабве            | 3 месяца с туристическими целями 30 дней с деловыми целями 30 долларов — однократный въезд 45 долларов — двукратный въезд 55 долларов — многократный въезд только для сотрудников посольств | Виза оформляется по прибытии                                     |                     |                                                      |

#### Африка —ЭКОВАС15
| Страна  | Максимальный срок пребывания для граждан Франции без визы                                                                                           | Комментарии                  | Необходимые документы | Доступ без паспорта                                  |
| ------- | --- | ---------------------------- | --------------------- | ---------------------------------------------------- |
| Гана    | виза на 1 месяц может быть оформлена по прибытии за 100 долларов возможно продлить до 3 месяцев Лучше проконсультироваться в посольстве до отъезда. | Виза оформляется по прибытии |                       |                                                      |
| Сенегал | 3 месяца | без визы                     |                       | Французская идентификационная карта только для групп |
| Того    | 6 дней | Виза оформляется по прибытии |                       |                                                      |

### Америка
| Страна                                   | Условия въезда                                                                                          | Комментарии                                 | Необходимые документы            | Доступ без паспорта |
| ---------------------------------------- | --- | ------------------------------------------- | -------------------------------- | --- |
| Ангилья                                  | |                                             | ОБ Прож Д                        | |
| Антигуа и Барбуда                        | 6 месяцев                                                                                               |                                             |                                  | Такие же правила как для EU27+EFTA кроме Латвии, Словакии, Чехии, Исландии                                                          |
| Аргентина                                | 90 дней                                                                                                 |                                             |                                  | |
| Аруба                                    | 180 дней за год                                                                                         |                                             | Прож Д ОБ (Ст)                   | EU27 — такие же правила (кроме Нидерландов: неограниченное пребывание) EFTA, Монако, Андорра, Ватикан и Сан-Марино — только 30 дней |
| Багамские Острова                        | 3 месяца                                                                                                |                                             |                                  | |
| Барбадос                                 | 3 месяца                                                                                                | без визы                                    | ОБ                               | |
| Белиз                                    | 1 месяц                                                                                                 | Виза оформляется по прибытии                |                                  | |
| Бермуды                                  | |                                             |                                  | |
| Боливия                                  | 90 дней за каждые полгода                                                                               |                                             |                                  | |
| Бразилия                                 | 90 дней                                                                                                 |                                             | c                                | |
| Виргинские Острова (Великобритания)      | |                                             |                                  | |
| Канада                                   | 6 месяцев                                                                                               |                                             |                                  | |
| Острова Кайман                           | |                                             |                                  | |
| Чили                                     | 3 месяца                                                                                                |                                             |                                  | |
| Колумбия                                 | 60 дней                                                                                                 | Виза оформляется по прибытии                |                                  | |
| Коста-Рика                               | 90 дней                                                                                                 |                                             |                                  | |
| Доминика                                 | 30 дней                                                                                                 |                                             |                                  | |
| Доминиканская Республика                 | 90 дней 10 долларов                                                                                     | Туристическая карта оформляется по прибытии |                                  | |
| Эквадор                                  | 90 дней                                                                                                 |                                             |                                  | |
| Сальвадор                                | 90 дней                                                                                                 |                                             | c                                | |
| Фолклендские острова                     | |                                             |                                  | |
| Гренландия                               | |                                             |                                  | |
| Гренада                                  | | Виза оформляется по прибытии                | c                                | |
| Гватемала                                | 90 дней                                                                                                 |                                             |                                  | |
| Гвиана                                   | 90 дней                                                                                                 |                                             |                                  | |
| Гаити                                    | 90 дней бесплатно                                                                                       | Виза оформляется по прибытии                | c                                | |
| Гондурас                                 | 90 дней                                                                                                 |                                             |                                  | |
| Ямайка                                   | 1 месяц                                                                                                 |                                             |                                  | |
| Мексика                                  | 180 дней для обладателей паспорта Франции 30 дней для обладателей паспорта заморской территории Франции | без визы, штамп                             |                                  | |
| Монтсеррат                               | |                                             |                                  | |
| Нидерландские Антильские острова         | Неограниченный доступ                                                                                   |                                             | c                                | |
| Никарагуа                                | 5 долларов                                                                                              | без визы                                    |                                  | |
| Панама                                   | 90 дней                                                                                                 | без визы                                    |                                  | |
| Парагвай                                 | 90 дней расширяемо до 120 дней за 23 доллара                                                            | без визы                                    |                                  | |
| Перу                                     | 90 дней                                                                                                 | без визы                                    |                                  | |
| Пуэрто-Рико                              | 90 дней англ.                                                                                           | без визы, штамп                             | Требуется биометрический паспорт | |
| Сент-Китс и Невис                        | 1 месяц продляемо на срок от 3 до 6 месяцев                                                             | без визы                                    | ОБ                               | |
| Сент-Люсия                               | 1 месяц                                                                                                 | без визы                                    | ОБ                               | |
| Сен-Пьер и Микелон                       | |                                             |                                  | |
| Сент-Винсент и Гренадины                 | |                                             |                                  | |
| Южная Георгия и Южные Сандвичевы Острова | |                                             |                                  | |
| Тринидад и Тобаго                        | 3 месяца                                                                                                | без визы                                    | ОБ + Д                           | |
| Теркс и Кайкос                           | |                                             |                                  | |
| Виргинские Острова (США)                 | |                                             |                                  | |
| США                                      | 90 дней англ.                                                                                           | электронная виза через сайт ESTA            | Требуется биометрический паспорт | |
| Уругвай                                  | 3 месяца                                                                                                |                                             |                                  | |
| Венесуэла                                | 90 дней                                                                                                 |                                             |                                  | |

### Азия
| Страна               | Условия въезда | Комментарии                               | Необходимые документы | Доступ без паспорта |
| -------------------- | --- | ----------------------------------------- | --------------------- | ------------------- |
| Бахрейн              | 2 недели продляемо 3 раза | Виза оформляется по прибытии              | *                     |                     |
| Бангладеш            | 30 только для инвесторов | Оформляется в аэропорту только инвесторам |                       |                     |
| Бруней               | 14 дней |                                           |                       |                     |
| Камбоджа             | виза на 1 месяц может быть оформлена в аэропорту, но эта возможность устраняется Лучший способ: запросить визу в посольстве в Париже                                     | Виза оформляется по прибытии              |                       |                     |
| Китай                | 48 часов | без визы с транзитными целями             |                       |                     |
| Китайская Республика | 30 дней | без визы                                  |                       |                     |
| Гонконг              | 90 дней | без визы                                  |                       |                     |
| Индонезия            | 30 дней за 25 долларов 7 дней за 10 долларов Некоторые регионы требуют специальных разрешений                                                                            | Виза оформляется по прибытии              |                       |                     |
| Иран                 | 17 дней за 50 долларов | Виза оформляется по прибытии              |                       |                     |
| Израиль              | 3 месяца, продляема |                                           |                       |                     |
| Япония               | 3 месяца |                                           |                       |                     |
| Иордания             | 1 месяц продляема на 3, 6, 12 месяцев | Виза оформляется по прибытии              |                       |                     |
| Кувейт               | 3 месяца 5 кувейтских динаров | Виза оформляется по прибытии              |                       |                     |
| Кыргызстан           | 50 долларов Оформляется только в аэропорту Бишкека |                                           |                       |                     |
| Лаос                 | 15 дней 30 долларов, продляема | Виза оформляется по прибытии              | Ф                     |                     |
| Ливан                | 1 месяц бесплатно 3 месяца однократный въезд 50,000 ливанских фунтов 3 месяца многократный въезд 100,000 ливанских фунтов                                                | Виза оформляется по прибытии              | *                     |                     |
| Макао                | 90 дней | без визы                                  |                       |                     |
| Малайзия             | 3 месяца 1 месяц в штате Саравак |                                           |                       |                     |
| Мальдивы             | 30 дней |                                           |                       |                     |
| Непал                | 3 дня бесплатно, 60 дней за 30 долларов, 150 дней, многократный въезд, 60 дней максимально за въезд 80 долларов                                                          | Виза оформляется по прибытии              |                       |                     |
| Оман                 | 1 месяц 6 оманских риалов Один год, многократный въезд, максимально за въезд 3 недели 10 оманских риалов                                                                 | Виза оформляется по прибытии              |                       |                     |
| Филиппины            | 21 день продляемо до 59 дней за 2020 песо |                                           |                       |                     |
| Катар                | 14 дней 55 катарских риалов, продляемо | Виза оформляется по прибытии              |                       |                     |
| Сингапур             | 1 месяц продляемо до 3 месяцев при прибытии самолётом 15 дней продляемо до 3 месяцев в других случаях                                                                    | Виза оформляется по прибытии              |                       |                     |
| Республика Корея     | 90 дней |                                           |                       |                     |
| Шри-Ланка            | 30 дней продляемо | без визы                                  |                       |                     |
| Сирия                | Виза может быть оформлена на границе при прибытии из Ливана машиной из аэропорта Бейрута В других случаях дополнительная виза может быть получена из посольства в Париже |                                           | * c                   |                     |
| Таджикистан          | 30 дней для граждан Франции 60-70 долларов «\| Виза оформляется по прибытии (только в аэропорту Душанбе)»                                                                |                                           |                       |                     |
| Таиланд              | 30 дней | без визы                                  |                       |                     |
| Восточный Тимор      | 30 дней 25/30 долларов | Виза оформляется по прибытии              |                       |                     |
| ОАЭ                  | 60 дней | Виза оформляется по прибытии              |                       |                     |
| Йемен                | 3 месяца 10,500 йеменских риалов | Виза оформляется по прибытии              | *                     |                     |

### Европа

#### Европа — Шенген
(и Шенген де-факто, например если нет границ между страной и Шенгенскими странами)
| Страна            | Условия въезда                                                            | Комментарии | Необходимые документы | Доступ без паспорта                 |
| ----------------- | ------------------------------------------------------------------------- | ----------- | --------------------- | ----------------------------------- |
| Андорра           | 3 месяца                                                                  | без визы    |                       |                                     |
| Европейский союз  | Неограниченный доступ                                                     | без визы    |                       | Французская идентификационная карта |
| Фарерские острова | 3 месяца                                                                  | без визы    |                       |                                     |
| Исландия          | Неограниченный доступ (EEA)                                               | без визы    |                       | Французская идентификационная карта |
| Монако            | Неограниченный доступ для граждан Франции карта резидента свыше 3 месяцев | без визы    |                       | Французская идентификационная карта |
| Норвегия          | Неограниченный доступ (EEA)                                               | без визы    |                       | Французская идентификационная карта |
| Сан-Марино        |                                                                           | без визы    |                       | Французская идентификационная карта |
| Шпицберген        |                                                                           |             |                       |                                     |
| Ватикан           |                                                                           | без визы    |                       | Французская идентификационная карта |

#### Европа — Евросоюз, не Шенген
| Страна         | Условия въезда                   | Комментарии | Необходимые документы | Доступ без паспорта                                                           |
| -------------- | -------------------------------- | ----------- | --------------------- | ----------------------------------------------------------------------------- |
| Болгария       | Неограниченный доступ (Евросоюз) | без визы    |                       | Французская идентификационная карта                                           |
| Кипр           | Неограниченный доступ (Евросоюз) | без визы    |                       | Французская идентификационная карта                                           |
| Гибралтар      |                                  | без визы    |                       | Французская идентификационная карта                                           |
| Ирландия       | Неограниченный доступ (Евросоюз) | без визы    |                       | Французская идентификационная карта                                           |
| Остров Мэн     | Неограниченный доступ            | без визы    |                       | Французская идентификационная карта                                           |
| Джерси         | Неограниченный доступ            | без визы    |                       | Французская идентификационная карта                                           |
| Румыния        | Неограниченный доступ (Евросоюз) | без визы    |                       | Французская идентификационная карта срок истечения действия паспорта до 5 лет |
| Великобритания | Неограниченный доступ (Евросоюз) | без визы    |                       | Французская идентификационная карта                                           |

#### Европа — Прочие
| Страна               | Условия въезда                                                          | Комментарии                                             | Необходимые документы                           | Доступ без паспорта                 |
| -------------------- | ----------------------------------------------------------------------- | ------------------------------------------------------- | ----------------------------------------------- | ----------------------------------- |
| Албания              | 30-дневный период — максимум 90 дней за год Такса за въезд и выезд € 10 | без визы                                                |                                                 |                                     |
| Армения              | 21 день 30 долларов 2 дня 20 долларов                                   | Виза оформляется по прибытии только в аэропорту Еревана |                                                 |                                     |
| Азербайджан          | 30 дней 40 долларов Лучше запросить визу заранее в посольстве Парижа.   | Виза оформляется только по прибытии с самолётом         | Приг+Ф                                          |                                     |
| Беларусь             | 30 дней                                                                 | без визы (только по прибытии в аэропорт «Минск»)        | L                                               |                                     |
| Босния и Герцеговина | 3 месяца                                                                | без визы                                                |                                                 |                                     |
| Хорватия             | 90 дней                                                                 | без визы                                                |                                                 | Французская идентификационная карта |
| Грузия               | 90 дней                                                                 | без визы для граждан Европейского союза                 | паспорт, действующий, по крайней мере 6 месяцев | нет                                 |
| Косово               | 90 дней                                                                 | виза не требуется                                       | паспорт                                         | нет                                 |
| Лихтенштейн          | Неограниченный доступ (EEA)                                             | без визы                                                |                                                 | Французская идентификационная карта |
| Северная Македония   | 3 месяца                                                                | без визы                                                |                                                 | Французская идентификационная карта |
| Молдова              | 90 дней за полгода                                                      | без визы                                                |                                                 |                                     |
| Черногория           | 3 месяца                                                                | без визы                                                |                                                 |                                     |
| Сербия               | 3 месяца                                                                | без визы                                                |                                                 |                                     |
| Швейцария            | Неограниченный доступ (не EEA)                                          | без визы                                                |                                                 | Французская идентификационная карта |
| Турция               | 3 месяца                                                                | без визы                                                |                                                 | Французская идентификационная карта |
| Украина              | 90 дней                                                                 | без визы                                                |                                                 |                                     |

### Австралия и Океания
| Страна                        | Условия въезда                                                                                         | Комментарии                  | Необходимые документы | Доступ без паспорта |
| ----------------------------- | --- | ---------------------------- | --------------------- | ------------------- |
| Американское Самоа            | |                              |                       |                     |
| Австралия                     | 90 дней Необходимо зарегистрировать Electronic Travel Authority до поездки: автоматически в аэропортах |                              |                       |                     |
| Острова Кука                  | 1 месяц продляемо до 3 месяцев                                                                         |                              |                       |                     |
| Микронезия                    | |                              |                       |                     |
| Фиджи                         | 14 дней продляемо до 6 месяцев за 25 евро                                                              |                              |                       |                     |
| Французская Полинезия         | Неограниченный доступ                                                                                  | без визы                     |                       |                     |
| Федеративные Штаты Микронезии | |                              |                       |                     |
| Гуам                          | |                              |                       |                     |
| Кирибати                      | |                              |                       |                     |
| Маршалловы Острова            | |                              |                       |                     |
| Новая Каледония               | Неограниченный доступ                                                                                  | без визы                     |                       |                     |
| Новая Зеландия                | 3 месяца                                                                                               | без визы                     |                       |                     |
| Ниуэ                          | |                              |                       |                     |
| Остров Норфолк                | |                              |                       |                     |
| Северные Марианские Острова   | |                              |                       |                     |
| Палау                         | 30 дней продляемо за 50 долларов                                                                       | без визы                     |                       |                     |
| Папуа — Новая Гвинея          | 60 дней 100 кина — с туристическими целями; 500 кина — с деловыми целями                               | Виза оформляется по прибытии |                       |                     |
| Острова Питкэрн               | |                              |                       |                     |
| Самоа                         | 30 дней                                                                                                | без визы                     | ОБ                    |                     |
| Соломоновы Острова            | 3 месяца Продляемо                                                                                     | Виза оформляется по прибытии | Д                     |                     |
| Тонга                         | 1 месяц                                                                                                | Виза оформляется по прибытии | Д ОБ                  |                     |
| Вануату                       | 30 дней Продляемо до 4 месяцев                                                                         |                              | ОБ                    |                     |

## Страны, где виза требуется заблаговременно
| Страна  | Условия въезда                                                                            | Комментарии | Необходимые документы   | Гражданства, для которых не требуется визы |
| ------- | ----------------------------------------------------------------------------------------- | --- | ----------------------- | --- |
| Куба    | 30 дней — Туристическая карта, выдаваемая туроператорами / Кубинское консульство в Париже | |                         | |
| Россия  | Виза необходима до прибытия                                                               | | Регистрация по прибытии | |
| Суринам | Виза необходима до прибытия — специальные соглашения для жителей Западной Индии           | Туристическая виза: месяц — 30.00 долларов (однократно) 3-4 месяца — 60.00 (многократно) 6 месяцев — 90.00 долларов (однократно) |                         | Америка Антигуа и Барбуда, Барбадос, Белиз, Бразилия, Чили, Коста-Рика, Доминика, Эквадор, Гвиана, Гренада, Сент-Китс и Невис, Сент-Люсия, Сент Винсент и Гренадины, Тринидад и Тобаго, Ямайка (все паспорта), Колумбия, Куба, Венесуэла (только дипломатические и официальные паспорта), Нидерландские Антильские острова (все кроме дипломатических и официальных паспортов) Азия Филиппины, Гонконг, Япония, Малайзия, Сингапур, Южная Корея Европа Швейцария Средний Восток Израиль Африка Гамбия |

### Африка

#### Африка —ЭКОВАС15
| Страна       | Условия въезда              | Комментарии                                                                | Необходимые документы                     | Доступ без паспорта |
| ------------ | --------------------------- | -------------------------------------------------------------------------- | ----------------------------------------- | --- |
| Бенин        | Виза необходима до прибытия | 3 месяца от 20 до 50 евро                                                  | Ф, ОБ, Вакцинация против жёлтой лихорадки | страны ЭКОВАС |
| Буркина-Фасо | Виза необходима до прибытия | 6 месяцев продляема от 20 до 60 евро                                       | Ф; ОБ или Ст                              | страны ЭКОВАС |
| Кабо-Верде   | Виза необходима до прибытия | Однократный въезд 30 евро 3 месяца многократные въезды 50 евро             | c                                         | страны ЭКОВАС |
| Кот-д’Ивуар  | Виза необходима до прибытия | 3 месяца от 31 до 92 долларов                                              | Ф, ОБ, Прож                               | страны ЭКОВАС |
| Гамбия       | Виза необходима до прибытия | 12 месяцев продляемо от £20 до £40                                         | c                                         | ЭКОВАС, UE15 (кроме Австрии, Франции, Испании, Португалии), Исландия, Норвегия, Сан-Марино, Австралия, Новая Зеландия, Багамы, Ботсвана, Индия, Ямайка, Кения, Малави, Танзания, Тунис, Турция, Уганда, Замбия и Зимбабве |
| Гвинея       | без визы                    | без визы                                                                   |                                           | |
| Гвинея-Бисау | Виза необходима до прибытия |                                                                            |                                           | |
| Либерия      | Виза необходима до прибытия |                                                                            |                                           | |
| Мали         | Виза необходима до прибытия | 30-дневная виза — В некоторых регионах требуются дополнительные разрешения |                                           | |
| Нигер        | Виза необходима до прибытия |                                                                            |                                           | ЭКОВАС15 Центрально-африканская республика, Чад, Дания, Финландия, Мавритания, Марокко, Норвегия, Руанда, Сербия и Черногория, Тунис                                                                                      |
| Нигерия      | Виза необходима до прибытия |                                                                            |                                           | |
| Сьерра-Леоне | Виза необходима до прибытия |                                                                            |                                           | |

#### Африка — Прочие
| Страна                           | Условия въезда | Комментарии | Необходимые документы | Доступ без паспорта |
| -------------------------------- | --- | --- | --- | --- |
| Алжир                            | Виза необходима до прибытия | | Прож Ф (+приглашение туристического агентства для Сахары) | Все паспорта: Ливия, Малайзия, Мальдивы, Мали, Мавритания, Марокко, Сейшелы, Сирийская Арабская Республика, Тунис, Йемен Дипломатические и официальные паспорта: Турция, Швейцария, Эфиопия, Бразилия, Перу, Венесуэла, Малайзия, Египет, Мали, Мексика, Нигер, Южно-Африканская Республика, Италия, Республика Корея, Сенегал, Словакия, Аргентина, Бенин, Вьетнам, Куба Дипломатические паспорта: Германия |
| Ангола                           | Виза необходима до прибытия | 30 дней (£40) | Ф Приг | Льгот нет |
| Камерун                          | Виза необходима до прибытия | | | |
| ЦАР                              | Виза необходима до прибытия | 30 дней (59 долларов) 3 месяца (179 долларов)                                                                                 | Бенин, Буркина Фасо, Камерун, Чад, Конго (Демократическая Республика), Конго (Республика), Кот-д’Ивуар, Экваториальная Гвинея, Габон, Израиль, Либерия, Лихтенштейн, Мавритания, Монако, Нигер, Руанда, Сенегал, Судан, Швейцария и Того, предоставившие право выезда из их стран Ливанские граждане при условии письменного доказательства их статуса деловых людей, банкиров или технического персонала « транзит пассажиров, не покидающих аэропорт.» | |
| Чад                              | Виза необходима до прибытия | | | |
| Демократическая Республика Конго | Виза необходима до прибытия | | | |
| Экваториальная Гвинея            | Виза необходима до прибытия | | | |
| Эритрея                          | Виза необходима до прибытия | | 1 месяц | |
| Габон                            | Виза необходима до прибытия Французские граждане могут въезжать в Габон без визы, для этого их туристическим агентством должно быть получено разрешение на въезд/должно быть запрошено в Габоне за 55 евро | | 1 месяц | |
| Ливия                            | Виза необходима до прибытия | | *, 1 месяц | |
| Мадагаскар                       | Виза необходима до прибытия | 3 месяца | ОБ В | Нет льгот |
| Мавритания                       | Виза необходима до прибытия | | | |
| Республика Конго                 | Виза необходима до прибытия | 90 дней | | |
| Руанда                           | Виза необходима до прибытия | Нет посоольства в Париже (разорваны дипломатические отношения) Посольства в Европе только в Женеве, Брюсселе, Бонне, Лондоне. | Ф | Бесплатная виза оформляется по прибытии в любом крупном пункте въезда: Великобритания, США, Канада, Германия, Швеция, Бурунди, Гонконг, Южно-Африканская Республика, Демократическая Республика Конго, Кения, Уганда, Танзания, Мавритания |
| Сан-Томе и Принсипи              | Виза необходима до прибытия | | 1 месяц | |
| Сомали                           | Гражданская война — Нет правительства и дипломатического представительства; при доступе в страну посредством авиасообщений, иногда виза оформляется за некоторую денежную сумму                            | | | |
| Судан                            | Виза необходима до прибытия | 50 долларов | *, до 5 недель | |

### Азия
| Страна            | Условия въезда | Комментарии                                                                                          | Необходимые документы | Доступ без паспорта |
| ----------------- | --- | --- | --- | --- |
| Китай             | Виза необходима до прибытия — кроме 48-часового транзита в Шанхай | 60 дней                                                                                              | | Бруней, Япония, Сингапур (15 дней), Сан-Марино (30 дней) |
| Индия             | Виза необходима до прибытия виза от 3 до 6 месяцев Некоторые регионы требуют дополнительных разрешений                                                                                  | | | Непал, Бутан |
| Ирак              | Виза необходима до прибытия | | * | |
| Казахстан         | Безвизовый режим при пребывании сроком до 90 дней | | | |
| Монголия          | Виза необходима до прибытия | Список стран без визового сбора Вьетнам, без сбора Индия, не требуется визы, нужны фотография и сбор | | Владельцы паспортов всех типов Казахстан (90 дней) США (90 дней) Малайзия (1 месяц) Израиль (30 дней) Филиппины (21 день) Гонконг, Сингапур (14 дней) Все типы паспортов для деловых поездок Китай (без ограничений) Куба (30 дней) Лаос (90 дней) Югославия (90 дней) (Отметка консульства о деловой цели поездки) Владельцы дипломатических и официальных паспортов Болгария, Румыния (без ограничений) Вьетнам, Чехия, Россия, Словакия, Мексика (90 дней) Венгрия, Таиланд, Турция, Республика Корея (30 дней) |
| Мьянма            | Виза необходима до прибытия | 28 дней                                                                                              | | |
| Пакистан          | Виза необходима до прибытия Виза оформляется по прибытии при деловых поездках | 30 дней                                                                                              | Для деловых поездок: одно из рекомендательное письмо от CC&I страны иностранца своевременно рекомендованной соответствующей торговой организацией / ассоциацией в Пакистане рекомендательное письмо почётного советника по инвестициям BOI / коммерческим атташе зарубежных миссий | без визы Тонга, Тринидад и Тобаго (неопределённый срок пребывания) Исландия, Мальдивы, Замбия (3-месячное пребывание) Непал, Западное Самоа (1-месячное пребывание) Не требуется визы для владельцев дипломатических и официальных паспортов (1/3-месячное пребывание) Югославия, Китай, включая Гонконг, Азербайджан, Казахстан, Кыргызстан, Алжир, Аргентина, Иран, Марокко, Россия, Южная Корея, Тунис, Турция, Румыния, Чехия, Австрия, Дания, Финляндия и Норвегия Не требуется визы для владельцев дипломатических паспортов (3-месячное пребывание) Германия, Греция, Бельгия, Люксембург, Нидерланды, Бразилия, Мексика, Филиппины и Таджикистан |
| Саудовская Аравия | Виза для бизнесменов, мусульман, путешествующих в Мекку, посещающих семью, 72-часовой транзит, (транзит меньше чем 12 часов пребывания: визы не требуется). Нет возможности для туризма | | * T Ф (Женщины должны сопровождаться мужчинами, требуется доказательство родства (свидетельство о браке…)) | Бахрейн, Кувейт, Оман, Катар, Объединённые Арабские Эмираты |
| Туркменистан      | Обязательна виза, которую можно получить в посольстве в Париже 2-месячное пребывание | | Приг Ф | |
| Вьетнам           | Обязательна виза, которую можно получить в посольстве в Париже | | | Япония, Южная Корея (15 дней), страны АСЕАН, кроме Брунея, Камбоджа и Мьянмы (30 дней) |